# Конвертаційний центр
Конвертаці́йний це́нтр — підприємство або група підприємств, фірм, організацій, які надають послуги з відмивання грошей, при цьому можуть активно взаємодіяти з банками, допомагаючи в кінцевій меті заволодіти коштами клієнту-замовнику центру. Кошти можуть при цьому конвертуються між фіктивними фірмами в різні форми: товари, послуги, готівку по багато разів. Ступінь приховування та складність розкриття залежить від кількості конвертацій та кількості розпаралелених ланцюгів. Передумови виникнення явища найрізноманітніші — від бажання заволодіти готівкою, що неможливо зробити прямим викраденням грошей з безготівкового рахунку, до оптимізації (зниження) податків або ухилення від сплати податків взагалі, підвищення ліквідності коштів підприємства, які часто можуть і не залишати підприємство та знову бути вкладеними в його розвиток.
Конвертаційний центр — механізм-арбітр, на який покладається учасниками (користувачами) відповідальність за дотримання загальних правил користування користувачами та облік операцій механізма-арбітра відповідно до загальних правил обслуговування в мережі конвертаційного центра, відповідно до закону країни, в межах кордонів країни, де фізично знаходиться конвертаційний центр. Загальні правила обслуговування в мережі конвертаційного центра — єдиний стандарт обслуговування для усіх користувачів, поєднаних наявними ресурсами на наперед визначених умовах.

## Назва
Назва «конвертаційний центр» походить від того, що кошти конвертуються, тобто, на виході за фіктивні послуги чи фіктивні товари безготівкові кошти можуть перетворюватись (конвертуватись) на еквіваленти цінності по декілька разів — у ланцюжку перетворень можуть з'являтись товари (на папері), акції, послуги, векселі, численні рахунки в банках, по яких розподіляються кошти. Найчастіше кінцевим носієм коштів є готівка. 
Конвертаційним центром вказується на операційний центр прийняття стандартних рішень абонента в обмеженому часі. Приклад — загальновідома (публічна) поштова адреса, яка веде діалог окремо з кожним абонентом відповідно до його статуса на загальних підставах обмежено, і, паралельно виконує дії, на які її уповноважує адресант-абонент, а дії — наперед визначені і мають лише наперед визначені результати. 

## Діяльність
У своїй діяльності конвертатори використовують фірми-прокладки (фірми-одноденки), та відкриті на них рахунки в банках. Для реєстрації можуть використовуватися втрачені документи, онкологічні хворі, безхатченки, та особи, які виїхали на постійне місце проживання за кордон. Відомі випадки, коли замість офіційної ліквідації фірми її починали використовувати як ланку в діяльності конвертаційного центру.
Функцією конвертаційного центру є вибудовування «фінансового коридору» з таких фірм, банків, рахунків, документів, роздрібнення коштів на частини та кінцеве виведення готівки для клієнта конвертаційного центру в зазначене місце. Готівка доставляється дилером чи отримується в касі, після чого кошти відслідкувати дуже важко.
Конвертаційний центр для своєї діяльності отримує прибуток в розмірі певного відсотка (2–10 %) «відмитих» коштів, який може варіювати, в залежності від складності «конвертацій», ступеня необхідного нівелювання ризику від виявлення незаконного обігу коштів контролюючими організаціями та кінцевої суми прибутку.
Кожна операція з обміну одного ресурса на інший обліковується у часі відносно кожного учасника операцій. Кожна операція — це нареред визначена у стандартному вигляді послідовність дій оператора, якими оператор уповноважує корвертаційний механізм, даючи йому команду для виконання в обмеженому часі.

## Типові послуги
- Переведення безготівкових коштів у готівку (оготівкування)
- Переведення готівки в безготівкові кошти (обезготівкування)
- Документарний супровід бартерних або інших операцій, який не передбачає рух коштів на розрахункові рахунки
- Е-супровід. Автоматичний механізм, інтерфейс, котрий дозволяе використати наявні ресурси стандартним чином у реальних умовах (Online) або без, або переважно без участі другої та/або третьої особи через листування від адресанта в бік адресата.

## Відповідальність
Кримінальний кодекс України не використовує поняття «конвертаційний центр», натомість, регламентується таке явище як «фіктивне підприємство», чи «фіктивне підприємництво», відповідальність за діяльність яких передбачається статтею 205 з покаранням від штрафу до 3 років ув'язнення. Також, стаття 209 ч.3 передбачає відповідальність за легалізацію (відмивання) доходів, одержаних злочинним шляхом.
Учасники є користувачами конвертаційного мехамізма, який реєструється як "громадське об'єднання без створення юридичної особи". Відповідальність між користувачами не обмежується санкціями за недотримання умов правил користування конвертаційним механізмом.